# 萬正嗣
萬正嗣（よろづ まさつぐ、1982年11月19日 - ）は、日本の競艇選手である。宮城県出身群馬県在住。登録番号は4177、身長166cm、血液型A。90期生。群馬支部所属。
江戸川競艇51周年記念で9名が帰郷したための追加配分としてG1初参加初勝利を得る。
山崎智也と同じペラグループとしても知られている。
2007年前期からデビュー初のA1級に昇格。

## 経歴
- 2002年5月21日 - 桐生競艇場でデビュー。デビュー節5走目初勝利
- 2005年 - 桐生競艇場スター候補生となる
- 2006年3月15日 - 桐生競艇場・桐生タイムス杯で初優勝
- 2007年1月14日 - びわこ競艇場・一般競走で優勝
- 2008年8月25日 - 浜名湖競艇場・新鋭リーグ戦で優勝